# Wilfredo Moreno
Wilfredo Moreno (19 aprile 1976) è un ex calciatore venezuelano, di ruolo attaccante.

## Carriera

### Club
Ha giocato nella prima divisione venezuelana.

### Nazionale
Ha partecipato alla Copa América 2004.

## Palmarès

### Club

#### Competizioni nazionali
- Copa Venezuela: 1

Aragua: 2007